# 오스틴 에지데
어거스틴 아맘추쿠 에지데(영어: Augustine Amamchukwu Ejide, 1984년 4월 8일 ~ )는 나이지리아의 전 축구 선수로, 골키퍼로 활약했다. 그의 이름인 아맘추쿠는 "나는 신을 안다"는 뜻이다.

## 구단 경력
에지데는 가브로스 인터내셔널에서 선수 생활을 시작하여 에투알 스포르티브 뒤 사엘에 입단하기 전까지 멋진 시즌을 보냈다. 튀니지 클럽에서 그는 두 번의 CAF 챔피언스리그 결승에 진출했다. 2006년, 에지데는 프랑스 리그 2의 바스티아에 입단하여 3년간 활약한 후 이스라엘 클럽 하포엘 페타티크바로 이적했다. 그곳에서 팀을 강등에서 구해냈다. 에지데는 2012년 하포엘 베르셰바로 이적하여 2014-15년 시즌이 끝날 때까지 활약했다. 2017-18년 에지데는 27경기를 치렀고 15경기를 깔끔하게 치렀다. 슈팅 스톱퍼를 통해 리갓 하알에서 하포엘 하데라의 자리를 얻었다.

## 국가대표팀 경력
에지데는 2001년 6월 16일, 나미비아와의 경기에서 나이지리아 국가대표팀에 데뷔했다. 2002년 대한민국과 일본, 2010년 남아공, 2014년 브라질 월드컵에서 국가대표팀 3명에 이름을 올렸다. 또한 2004년, 2006년, 2008년, 2010년, 2013년 아프리카 네이션스컵 대회에서 나이지리아 국가대표팀에 5번이나 이름을 올리며 대회 우승을 차지했다. 2013년에는 FIFA 컨페더레이션스컵에서 나이지리아 국가대표팀에 발탁되기도 했다.
2008년 가나에서 열린 아프리카 네이션스컵에서 나이지리아의 베르티 포크츠 감독은 나이지리아 국가대표팀의 네 경기 모두에서 빈센트 에니에아마보다 먼저 에지데를 1순위 골키퍼로 선정했다. 2008년 1월 21일, 나이지리아가 코트디부아르에 2-1로 패하면서 첫 아프리카 네이션스컵 경기를 치렀다. 하지만 나이지리아가 말리와 0-0으로 비기고 베냉을 상대로 2-0으로 승리하는 등 깔끔한 경기를 펼쳤다.